# Eudistylia polymorpha
Eudistylia polymorpha är en ringmaskart som först beskrevs av Herbert Parlin Johnson 1901.  Eudistylia polymorpha ingår i släktet Eudistylia och familjen Sabellidae. Inga underarter finns listade i Catalogue of Life.